# Alice Endamne
Alice Endamne (geb. 1974 bei Paris) ist eine französische Schriftstellerin und Übersetzerin, deren Eltern aus Gabun stammen und die in Kalifornien lebt. Diese hybride afrikanisch-europäisch-amerikanische Identität und Transkulturalität ist ein wiederkehrendes Thema in ihren Werken.

## Leben

### Kindheit und Studium
Alice Endamne wurde 1974 in einem Vorort von Paris geboren. Ihre Eltern waren von Gabun nach Frankreich gezogen, weil ihr Vater ein Doktorat in Physik anstrebte. Die Familie kehrte nach Gabun zurück, als sie sechs Jahre alt war. Sechs Jahre später ließen sie sich permanent in Frankreich nieder, zuerst in Perpignan, und später dann in Paris. Endamne studierte Englisch in den Vereinigten Staaten, u. a. an der Wesleyan University in Connecticut, und in Frankreich an der Universität Paris XII, wo sie ihr Studium 1996 mit einer Arbeit über The legal foundations of the Civil Rights Movement (1936–1955): The role of Black civil rights lawyers in the emergence of protest abschloss.
Als Doktorandin forschte sie über ein Fulbright-Stipendium an der San Francisco State University. Dort entstand mit ihrem Essay Alice Endamne: A Visible Woman (1999), das in The Black Studies Journal erschien, auch ihre erste Publikation. Es folgten weitere Artikel, u. a. in Amina, Africana.com, Roots and Culture, und Black Arts Quarterly.

### Tätigkeit als Herausgeberin, Autorin und Übersetzerin
Von 2003 bis 2007 gab Endamne die Zeitschrift Black Arts Quarterly, die an der Stanford University erschien, heraus.
2008 erschien mit C’est demain qu’on s’fait la malle (2008) ihr erster Roman, auf den 2010 mit Garçons et Filles eine Fortsetzung folgte. Im Mittelpunkt der Geschichte steht die jugendliche Laetitia Obama, Tochter gabunischer Eltern, die in einer Kleinstadt in Südfrankreich aufwächst. Der erste Roman spielt im Jahr 1989/90 und kreist um die komplizierte erste Liebesbeziehung der Schwarzen Protagonistin mit einem ehemaligen Skinhead. Zentrale Themen sind der Alltagsrassismus und Multikulturalismus in Frankreich sowie die eigene Identitätsfindung vor dem Hintergrund zeitgeschichtlicher Ereignisse wie dem Fall der Berliner Mauer, Nelson Mandelas Freilassung und der Schändung des jüdischen Friedhofs im südfranzösischen Carpentras. Der zweite Roman setzt einige Jahre nach dem Ende des ersten ein und beschreibt die Studienzeit Laetitias in den USA. Beide Romane wurden von Cheryl Toman und ihren Studierenden an der Case Western Reserve University ins Englische übersetzt. Neben einem dritten Roman, Mal acquise (2015), der unter dem Pseudonym A. Nyin erschien, publizierte Endamne Kinderbücher und eine Autobiografie. Sie arbeitet auch als Übersetzerin und hat u. a. die Young Adult-Reihen Portal Chronicles und Bonfire Chronicles der Autorin Imogen Rose ins Französische übertragen.
Endamne lebt mit ihrem Mann und ihren zwei Kindern in San Diego, Kalifornien.

## Publikationen

### Romane
- C’est demain qu'on s'fait la malle. Editions Jets d’encre, Saint-Maur-des Fossés 2008, ISBN 978-2-35485-032-6 (die 2. Auflage erschien 2013 bei Éditions Le gaulois nomade).
  - engl.: Afropean. Übersetzt von Cheryl Toman et al. CreateSpace Publishing, Cleveland 2015, ISBN 978-1-5187-3725-1.

- Garçons et filles. Editions Jets d’encre, Saint-Maur-des Fossés 2010, ISBN 978-2-35485-158-3.
  - engl.: The Grass is Always Greener in California: An Afropean Story. Übersetzt von Cheryl Toman et al. CreateSpace Publishing, Cleveland 2020, ISBN 979-8-6962-7117-0.
- als A. Nyin: Mal acquise. CreateSpace Publishing, Cleveland 2015, ISBN 978-1-5122-4019-1.
- Volatilisée. Editions Jets d’encre, Saint-Maur-des Fossés 2022, ISBN 978-2-3552-3667-9.

### Autobiografie
- Ma plume me démange! Ou comment je suis devenue une maman écrivain. Amazon Kindle, 2014, ISBN 978-0-9892983-2-2.

### Kinderbücher
- mit Arama Sey: Super Ashley Sauve Les Fourmis (englisch: Clever Ashley Saves the Ants). Lulu Books / One Child Publishing, 2010/2011.
- Elle est comme ça, Eyala Mba. CreateSpace Publishing, Cleveland, 2012/2016.
- mit Arama Sey: Clever Ashley and Her Friend Erik. Lulu Books / One Child Publishing, 2014.